# Amathia maxima
Amathia maxima is een mosdiertjessoort uit de familie van de Vesiculariidae. De wetenschappelijke naam van de soort is, als Bowerbankia maxima, voor het eerst geldig gepubliceerd in 1982 door Winston.